# Elezioni legislative in Andorra del 2009
Le elezioni legislative in Andorra del 2009 si tennero il 26 aprile per il rinnovo del Consiglio generale. In seguito all'esito elettorale, Jaume Bartumeu, espressione deò Partito Socialdemocratico, divenne Primo ministro.

## Risultati
| Liste                                      | Voti   | %     | Seggi |
| ------------------------------------------ | ------ | ----- | ----- |
| Partito Socialdemocratico + GUPI           | 6.610  | 45,03 | 14    |
| Coalizione Riformista (PLA - UL) + NC e IO | 4.747  | 32,34 | 11    |
| Andorra per il Cambiamento + RD e Segle21  | 2.768  | 18,86 | 3     |
| Verdi d'Andorra                            | 466    | 3,17  | -     |
| Unione Nazionale del Progresso             | 88     | 0,60  | -     |
| Totale                                     | 14.679 |       | 28    |